# Hotel Radisson Blu Daugava
El Hotel Radisson Blu Daugava es un hotel de 5 estrellas en la ciudad de Riga, la capital del país europeo de Letonia,  y fue el primer hotel en los Estados bálticos que será gestionado por una marca internacional de hoteles después de que Letonia recuperó su independencia de la Unión Soviética en 1991. Se encuentra específicamente en la calle Kuģu y fue abierto en julio de 1995. Posee 361 habitaciones y unas 34 suites.